# یوره ازدوفتس
یوره ازدوفتس (اسلوونیایی: Jure Zdovc؛ زادهٔ ۱۳ دسامبر ۱۹۶۶) بازیکن بسکتبال اسلوونیایی‌تبار اهل یوگسلاوی است.
از باشگاه‌هایی که در آن بازی کرده‌است می‌توان به باشگاه بسکتبال اسپلیت و پانیونیس اشاره کرد.
وی در مسابقات کشوری و بین‌المللی در مجموع برندهٔ ۴ مدال طلا، ۱ مدال نقره، ۱ مدال برنز شده‌است.